# زبيدي فضي
زبيدي فضي (الاسم العلمي: Pampus argenteus) (بالإنجليزية: Silver pomfret)‏ هو نوع من الأسماك يتبع جنس الزبيدي الأبيض من فصيلة الأسماك الزبيدية.

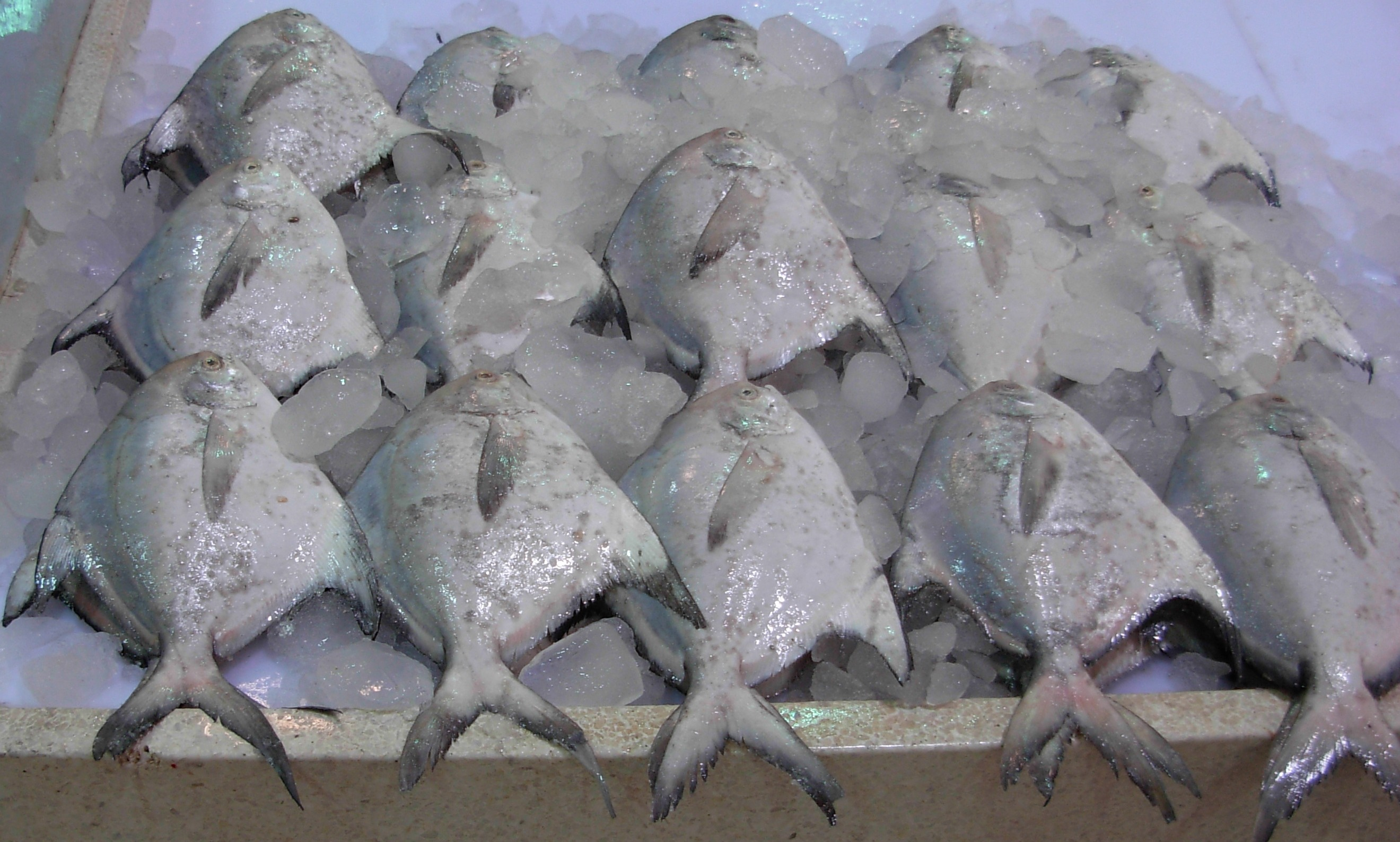
أسماك الزبيدي

والزبيدي هو نوع من الأسماك التي تتواجد في الخليج العربي وجنوب آسيا وجنوب شرق آسيا. والشخص الذي اختار الاسم العلمي هو العالم السويدي يوفريسن في عام 1788.

## المميزات والشكل
تتميز بوجود حويصلة أو قانصة في المري لطحن الطعام تقع بعد البلعوم مباشرة، وينتشر افراد هذه العائلة في جميع بحار العالم، عدا المحيط المتجمد الشمالي والمحيط المتجمد الجنوبي وبحر البلطيق والبحر الأسود.
ويتميز الزبيدي عن معظم الأسماك الأخرى بأن جسمه عريض وعديم الزعنفة الحوضية (البطنية)، وعظمة الفك ثابتة، ويلتحم غطاء الخيشوم مع البرزخ (القطعة البطنية التي تفصل بين ردهتي الخياشيم)، والجسم مسطح، ويبلغ عرض السمكة نحو 60% من طول الجسم (من دون الذيل)، والزعنفة الظهرية متصلة يتقدمها نحو خمس اشواك صغيرة وتكون مغمورة في الأسماك الكبيرة.
وقشوره صغيرة جدا ودائرية الشكل وتتساقط بسهولة وتنتشر في كل أنحاء الجسم وعلى قواعد جميع الزعانف، وفتحتا المنخار كبيرتان، الفتحة الامامية مستديرة والخلفية على شكل شق طولي. اما الفم فهو صغير الحجم وينحني للاسفل. وتتميز العظام بأنها لينة ولكنها متعظمة، وعدد فقرات العمود الفقري تبلغ 41 فقرة.
اما لون الجسم أبيض فضي، ولون الزعانف مائل للصفار ذو اطراف سوداء خاصة في الأسماك البالغة، والرأس لونه داكن قليلا مقارنة بالجسم، اما الحلق فهو داكن من الداخل ويميل للسواد. والأسنان الامامية زغبية صغيرة ومخروطية الشكل تقع على عظمة ما قبل الفك وعددها نحو 40 سنا لكل جهة وطولها نحو 200 ميكرون، ويحتوي الفك على مصفوفة من الأسنان الزغبية الصغيرة طولها بين 100 إلى 200 ميكرون وعددها بين 75 و95 على كل فك أعلى من الذكور، كما سوف يتم شرحه فيما بعد، فيمكن القول بشكل عام ان اسماك الزبيدي التي تزيد احجامها عن 26 سم اناث.
وتوجد عدة اسنان صغيرة لينة على سطح البلعوم من الداخل، وينتهي البلعوم بكيس غليظ الجوانب يسمى القانصة شكله بيضاوي ولونه اسود ويتصل بالامعاء. وتعمل القانصة على تخزين الطعام وطحنه وخاصة الكائنات القشرية، وتحتوي القانصة من الداخل على زوائد قصيرة تشبه الأسنان عددها نحو 100 وحجمها بين 100 و500 ميكرون. وتتكور الأحشاء بداخل تجويف البطن في الجهة الامامية للجسم، والمعدة عبارة عن كيس، والأمعاء طويلة ومتعرجة إلى نحو 6 أو 7 انحناءات. والزوائد المعوية byloric caeca متشعبة، وعددها نحو 500، وتغطي المعدة والأمعاء. اما الكبد فلونه احمر فاتح ويتكون من جزأين الأيمن والايسر بالنسبة للمعدة، والجزء الايسر أكبر من الأيمن. ويقع القلب خلف الخياشيم، ويصعب رؤية الطحال كونه يقع تحت الكبد. وتشاهد المثانة الهوائية بقرب القانصة، اما الكلية فهي كبيرة نسبيا ولونها احمر داكن وتقع في الجهة العليا من تجويف البطن ويتكون الجهاز التناسلي (المناسل، المبيض أو الخصية) من شقين، الأيمن والايسر، ويقع في نهاية تجويف البطن على شكل (<)، والشقان مرتبطان عند نهايتهما من جهة البطن بقناة واحدة متصلة بفتحة الشرج. وشكل المناسل عند الزبيدي يختلف عنه عن معظم الأسماك العظمية التي يكون شكلها عادة طويلا وتقع تحت الكلية، ولكن بسببتجويف احشاء الزبيدي المحدود فإن الزعانف كبيرة نسبياً وقوية ولونها أحمر بسبب زيادة الشعيرات الدموية التي تصل لهذه العضلات، مما يعطيها قوة ويضمن الاستمرارية في انقباضها وانبساطها. وتقطع سمكة الزبيدي في سباحتها نحو 150 مترا في الدقيقة، ويمكنها ان تنطلق كالسهم لمسافة عدة أمتار إذا أحست بخطر وذلك باستخدام ذيلها مع ثني زعنفتها الصدرية إلى صدرها.

## أماكن وجوده
يلاحظ انتشار الزبيدي في مناطق المياه الدافئة من شمال المحيط الهندي وغرب شمال المحيط الهادي التي تمتد من الخليج العربي حتى جنوب غرب اليابان، كما يلاحظ عدم انتشار الزبيدي حول أستراليا، ولا يوجد في البحر الأحمر أو خليج عدن.